# 川添愛
川添 愛（かわぞえ あい、1973年 - ）は、日本の言語学者。専門は言語学、自然言語処理。

## 略歴
長崎県生まれ。長崎県立長崎北陽台高等学校卒、九州大学文学部言語学科卒業。同大学院、南カリフォルニア大学、京都大学大学院にて理論言語学を専攻。2002年に結婚、2005年「動詞・項名詞句の意味合成と文構造」で九州大学博士（文学）。2008年津田塾大学女性研究者支援センター特任准教授、2012-2017年国立情報学研究所社会共有知研究センター特任准教授。

## 著書

### 単著
- 『白と黒のとびら オートマトンと形式言語をめぐる冒険 ARChimaGE GaRREt's APPREntiCEshiP』東京大学出版会 2013 ISBN 4-1306-3357-0
- 『精霊の箱 チューリングマシンをめぐる冒険』東京大学出版会 2016 ISBN 4-1306-3363-5
- 『自動人形(オートマトン)の城 人工知能の意図理解をめぐる物語』東京大学出版会 2017 ISBN 4-1306-3368-6
- 『働きたくないイタチと言葉がわかるロボット 人工知能から考える「人と言葉」』花松あゆみ絵、朝日出版社 2017 ISBN 4-2550-1003-X
- 『コンピュータ、どうやってつくったんですか? はじめて学ぶコンピュータの歴史としくみ』東京書籍 2018 ISBN 4-4878-1189-9
- 『数の女王』東京書籍 2019 ISBN 4-4878-1304-2
- 『聖者のかけら』新潮社 2019 ISBN 4-1035-2891-5
- 『ヒトの言葉 機械の言葉 「人工知能と話す」以前の言語学』KADOKAWA 2020 ISBN 4-0408-2348-6
- 『ふだん使いの言語学 「ことばの基礎力」を鍛えるヒント』新潮社 2021 ISBN 4-1060-3862-5
- 『言語学バーリ・トゥード Round 1 AIは「絶対に押すなよ」を理解できるか』[注釈 1]東京大学出版会 2021 ISBN 4-1308-4101-7
- 『論理と言葉の練習ノート 日々の思考とAIをつなぐ現代の必須科目』東京書籍 2021 ISBN 4-4890-2368-5
- 『世にもあいまいなことばの秘密』筑摩書房 2023 ISBN 4-4806-8468-9
- 『言語学バーリ・トゥード Round 2 言語版SASUKEに挑む』東京大学出版会 2024 ISBN 9784130841023

### 共著
- （武田砂鉄・川島小鳥・最果タヒ・ブレイディみかこ・みうらじゅん・田房永子・栗原康）『平成遺産』淡交社 2019 ISBN 9784473042989
- （ドミニク・チェン・水野祐）スタディサプリ進路編『表現を究める』ポプラ社 2021 ISBN 9784591169551
- （大澤真幸・三宅陽一郎・山本貴光・吉川浩満）『私たちはAIを信頼できるか』文藝春秋 2022 ISBN 9784163915944
- （ふかわりょう）『日本語界隈』ポプラ社 2024 ISBN 9784591183434

## 論文
- CiNii>川添愛

## 受賞歴
- 紀伊國屋じんぶん大賞 - 第12回（2022年）にて『言語学バーリ・トゥード』が第3位。

## その他
- 朝日新聞2023年1月8日朝刊のAIに関する特集記事にコメントした。
- 雑誌『世界』2023年7月号に、今井むつみ・慶大教授との対談「わかりたいヒトとわかっているふりをするAI」が掲載された。